# Xã Wentzville, Quận St. Charles, Missouri
Xã Wentzville (tiếng Anh: Wentzville Township) là một xã thuộc quận St. Charles, tiểu bang Missouri, Hoa Kỳ. Năm 2010, dân số của xã này là 39.997 người.